# Omaruru (Fluss)

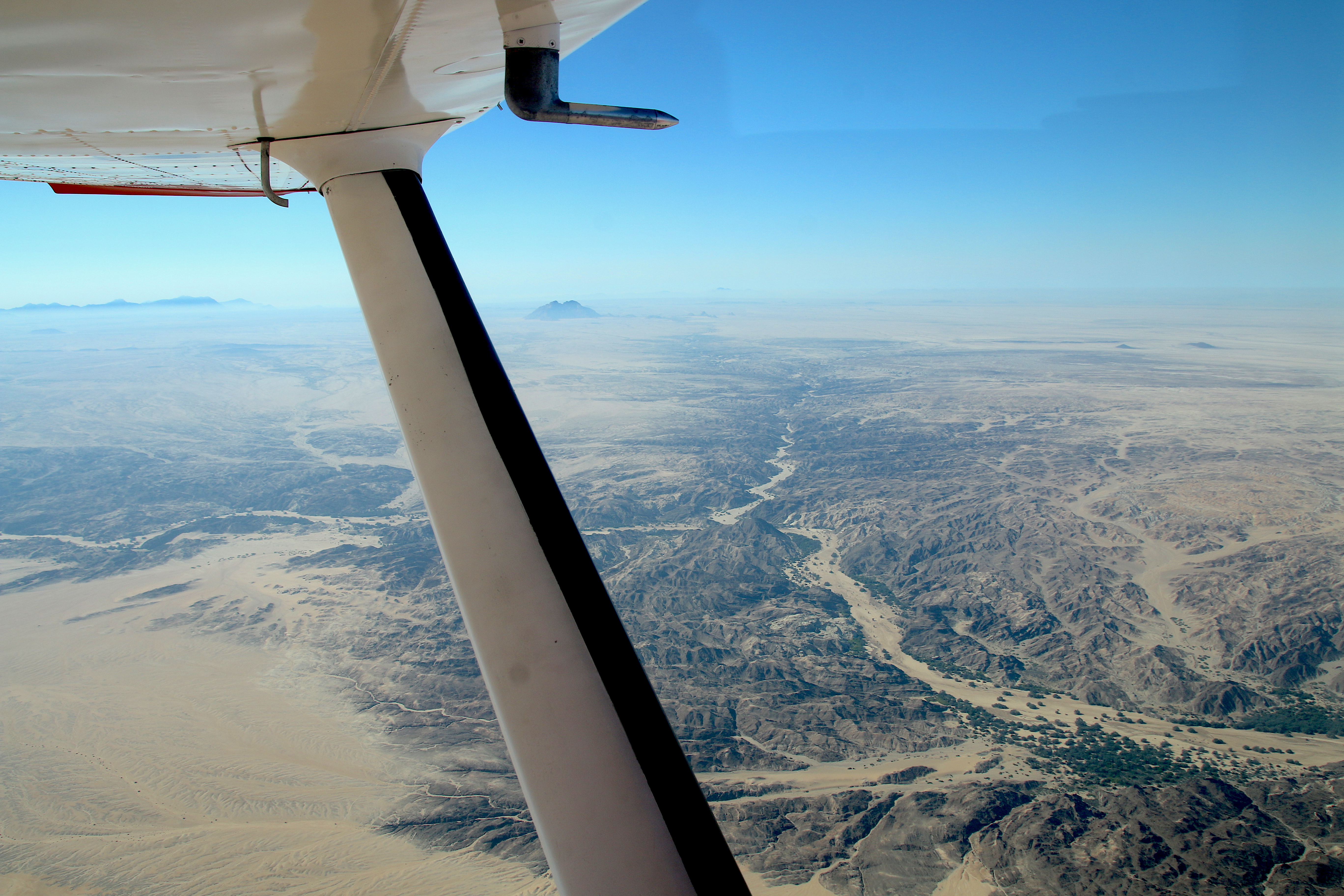
Omaruru Rivier (2018)

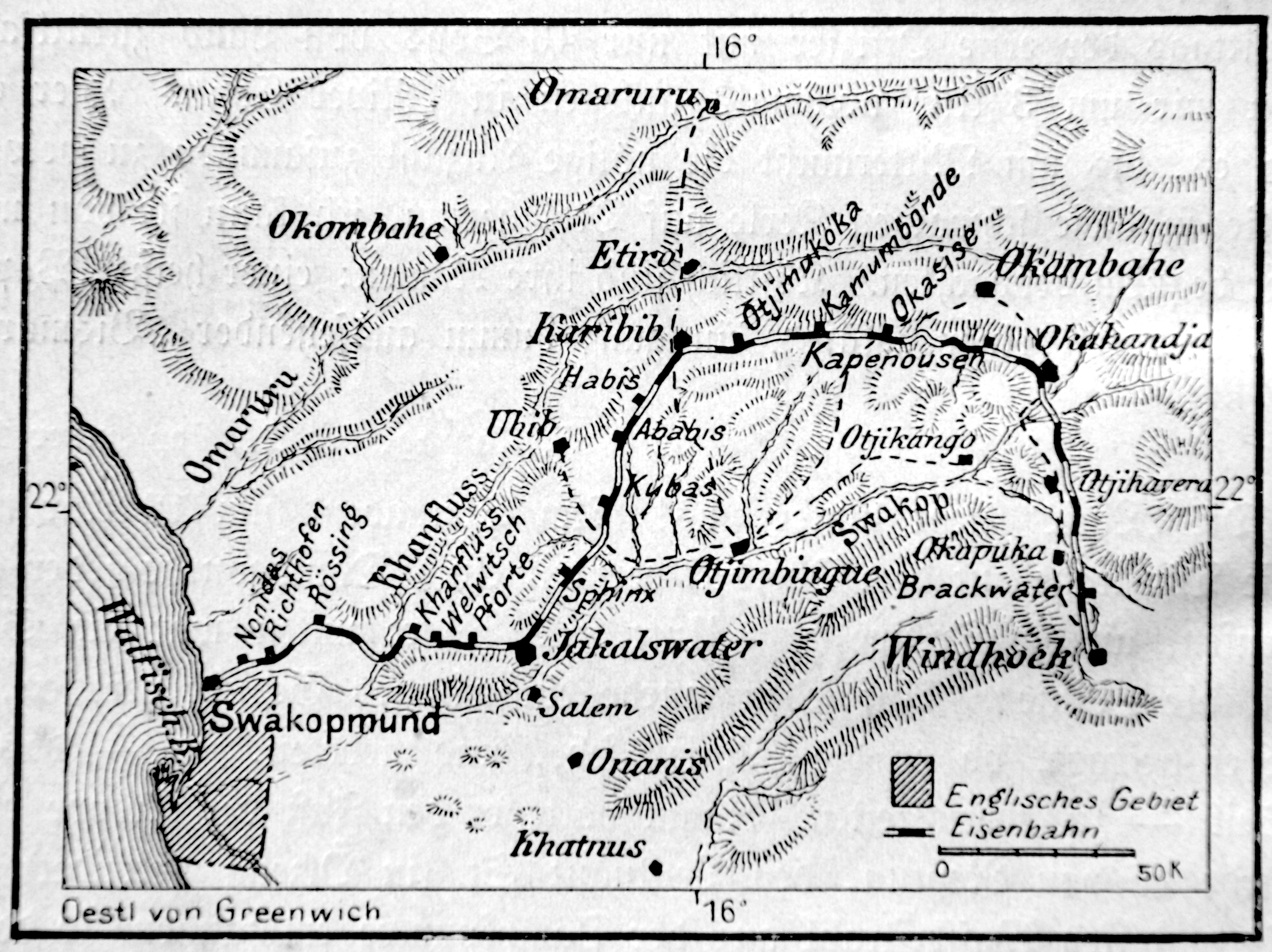
Lauf des Omaruru auf einer alten Karte um 1904

Der Omaruru (khoekhoegowab ǂEsebKlicklaut) ist einer von 12 ephemeren Trockenflüssen (Rivier) im westlichen Namibia und Teil der Namib-Wasserregion. Er erstreckt sich über 330 km vom Mount Etjo im Osten über die Ortschaften Omaruru und Okombahe nach Henties Bay am Atlantik. Der Name Omaruru leitet sich ab von Otjiherero omaere omaruro für 'bittere Milch' und bezieht sich auf einen Busch (Stinkbusch), der im Flussbett des Omaruru anzutreffen ist und bei dessen Genuss die Milch von Weidevieh bitter wird.

## Hydrologie
Das Einzugsgebiet des Omaruru liegt in der Erongo Region und erstreckt sich vom Fuß des Mount Etjo in einem etwa 50 Kilometer breiten Korridor bis nach Henties Bay über 11.580 km². Im Süden umfasst das Einzugsgebiet Teile des nördlichen Erongomassivs sowie den Spitzkoppen-Komplex. Der höchste Punkt des Einzugsgebiets liegt mit etwa 2000 Meter im Erongomassiv. Die Niederschläge fallen nur sporadisch und variieren von 0 mm/a bis 375 mm/a am Mount Etjo, etwa 20 Prozent des Einzugsgebiets erhalten einen Jahresniederschlag über 300 Millimeter, 80 Prozent liegen unter 100 mm/a. Bei Okombahe tritt Grundwasser aus und bildet damit die Grundlage für Land- und Weidewirtschaft. Die relativ hohen Niederschläge im oberen Einzugsbereich sorgen dafür, dass der Omaruru von allen Trockenflüssen Namibias am häufigsten „abkommt“ („Abkommen“ ist ein deutsch-namibischer Ausdruck für das Wasserführen eines Flusses).
Durch die intensivere landwirtschaftliche Nutzung im Bereich des Berges Etjo wird beim Abkommen des Flusses zunehmend Schluff transportiert, der im Unterlauf das Flussbett versiegelt und dadurch die Grundwasserneubildung reduziert. Um die Lehmfrachten zurückzuhalten, wurde vor einigen Jahren 40 Kilometer oberhalb von Henties Bay der Omdel-Damm gebaut, der die Grundwasserneubildung im Unterlauf wieder erhöhen soll.

## Vegetation und Fauna
Der überwiegende Teil des Einzugsgebiets (62 %) fällt in den Halbwüstenbereich bzw. die Savannen-Übergangszone, 31 % liegen im Bereich der Dornbusch-Savanne und etwa 6 % entfallen auf die zentrale Namib. Das anstehende oder oberflächennahe Grundwasser bildet im Mittellauf bei Okombahe die Grundlage für ausgedehnte Galeriewälder mit Anabaum (Faidherbia albida), Tamariske (Tamarix), Kameldorn (Acacia erioloba), Salvadora, Leadwood (Combretum imberbe), Euclea und Feigenarten.
Daneben kommen auch invasive Arten wie Stechapfel (Datura spec.), Tabak, (Nicotiana) und Bockskraut vor, die sich zunehmend verbreiten, aber von Vieh und Wild nicht gefressen werden. Die dichte Vegetation ist die Basis für eine relativ intensive Weidewirtschaft. Wildbestand kommt, abgesehen von den Game- und Gästefarmen in freier Wildbahn kaum vor.

## Nutzung und Besiedlung
Die Einwohnerzahl im Einzugsgebiet ist mit 13.000 relativ gering, Siedlungszentren sind Omaruru und Okombahe. 46 % der Einzugsgebietsfläche gehören zu 102 privaten Farmen, 52 % sind Kommunales Land und 2 % fallen in den Bereich der West Coast Recreational Area. Die relativ hohen Niederschläge im oberen Einzugsgebiet und das oberflächennahe Grundwasser im Mittellauf bei Okombahe bieten die Möglichkeit zu intensiver Land- und Weidewirtschaft. Rund 38 Kilometer östlich von Hentiesbucht wird der Fluss vom Omaruru-Delta-Damm zur Wasserversorgung der Küstenorte gestaut. Auf kommerziellen Farmen werden auch Weizen, Mais und andere Feldfrüchte angebaut. Im Unterlauf ist die Rössing-Mine einer der größten Wasserverbraucher. Die Grundwasserentnahme aus dem Aquifer des Omaruru ist größer als der Wasserverbrauch von Swakopmund. Auch der steigende Tourismus und der Bevölkerungszuwachs tragen zu einem steigenden Wasserverbrauch bei und gefährden die Grundwasserreservoirs.